# Роско Бартлетт
Роско Гарднер Бартлетт (англ. Roscoe Gardner Bartlett; нар. 3 червня 1926, Мурленд, Кентуккі) — американський політик-республіканець. З 1993 по 2013 рр. він був членом Палати представників США від штату Меріленд.
Він навчався у Колумбійському юніон-коледжі і Мерілендському університеті у Коледж-Парку, працював викладачем. У 1982 р. Бартлетт був кандидатом від республіканців на виборах до Конгресу.